# Criniticoccus tectus
Criniticoccus tectus är en insektsart som beskrevs av Williams 1960. Criniticoccus tectus ingår i släktet Criniticoccus och familjen ullsköldlöss. Inga underarter finns listade i Catalogue of Life.